# Keith Gordon
Keith Gordon (ur. 3 lutego 1961 w Nowym Jorku) – amerykański aktor, reżyser, scenarzysta i producent telewizyjny i filmowy.

## Wczesne lata
Urodził się w Nowym Jorku, jako syn Barbary Gordon i Marka Gordona, aktora i reżysera teatralnego. Dorastał w ateistycznej żydowskiej rodzinie. W wieku 12 lat postanowił zostać aktorem, po tym, jak zobaczył Jamesa Earla Jonesa w broadwayowskiej produkcji Myszy i ludzie. 

## Kariera
Swoją karierę aktorską rozpoczął mając 14 lat od gościnnego udziału w jednym z odcinków serialu CBS Centrum Medyczne (1975) pt. „Cena dziecka” („The Price of a Child”) jako Herbie. W wieku piętnastu lat zadebiutował na scenie Off-Broadwayu w spektaklu Secrets of the Rich (1976). Jako 17-latek wziął udział w inscenizacjach Gotcha i Getaway w Brooklyn Academy of Music (1978). Mając 18 lat trafił na Broadway w roli Edwarda V Yorka w przedstawieniu Williama Shakespeare’a Ryszard III u boku Ala Pacino. Występował potem w produkcjach off-broadwayowskich takich jak Album (1980) jako Boo, The Buddy System (1981) jako Stu Fisher, Back to Back (1982) jako Hughes i Third Street (1983) jako Ron. W kinie zadebiutował w dreszczowcu Jeannota Szwarca Szczęki II (Jaws II, 1978) z Royem Sheiderem. Był autorem scenariusza komediodramatu Nieruchomy (Static, 1985), gdzie zagrał główną rolę Erniego Blicka. Jego debiutem reżyserskim był dramat młodzieżowy Czekoladowa wojna (The Chocolate War, 1988) na podstawie powieści Roberta Cormiera Czekoladowa wojna z udziałem Douga Hutchisona i Wallace’a Langhama.

## Filmografia

### Obsada aktorska
- 1978: Szczęki II jako Doug Fetterman
- 1979: Cały ten zgiełk jako młody Joe
- 1980: W przebraniu mordercy jako Peter Miller
- 1983: Christine jako Arnie Cunningham
- 1986: Powrót do szkoły jako Jason Melon
- 1989: Policjanci z Miami jako prof. Terrence Baines
- 1993: Most Brookliński jako kuzyn Herbie
- 1994: Kocham kłopoty jako Andy
- 2009: Dexter jako Kyle Butler

### Reżyseria
- 1992: W księżycową jasną noc - także scenariusz
- 1996: Matka noc - także producent
- 2000: Przebudzenie miłości - także producent
- 2003: Śpiewający detektyw
- 2005: Dr House - odc. „Sports Medicine”
- 2006-2010: Dexter
- 2011-2012: Dochodzenie
- 2014: Wirus - odc. „It’s Not for Everyone”
- 2014: Masters of Sex
- 2015: The Returned - odc. „Camille”
- 2014-2015: Siostra Jackie
- 2015–2017: Fargo
- 2013-2017: Homeland
- 2014-2017: Pozostawieni
- 2017: Zadzwoń do Saula
- 2018: Legion - odc. „Chapter 19”

## Nagrody i nominacje
| Rok  | Nagroda                                             | Kategoria                  | Film                                        | Rezultat  |
| ---- | --------------------------------------------------- | -------------------------- | ------------------------------------------- | --------- |
| 1988 | Independent Spirit Awards                           | Najlepszy debiutancki film | Czekoladowa wojna (The Chocolate War, 1988) | Nominacja |
| 1992 | Independent Spirit Awards                           | Najlepszy scenariusz       | W księżycową jasną noc (1992)               | Nominacja |
| 2003 | Kataloński Międzynarodowy Festiwal Filmowy w Sitges | Najlepszy film             | Śpiewający detektyw (2003)                  | Nominacja |